# Ted White
Ted White (Snyder, 25 de janeiro de 1926 — 14 de outubro de 2022), nome artístico de Alex Bayouth, foi um dublê e ator norte-americano. Um de seus trabalhos mais conhecidos é sua interpretação de Jason Voorhees em Friday the 13th: The Final Chapter. Por mais de 60 anos, foi dublê de atores como John Wayne, Fess Parker, Clark Gable e Rock Hudson.

## Primeiros anos e educação
White nasceu Alex Bayouth no Texas, onde cresceu em um rancho na cidade de Snyder. Aos 17 anos, ingressou na quarta divisão da Marinha dos Estados Unidos, assumindo o posto militar de cabo. Em 1944, ele combateu na Segunda Guerra Mundial, participando das batalhas de Kwajalein, Saipan, Tinian e Iwo Jima. Após retornar a Snyder, ele decidiu usar sua bolsa de estudos e jogar futebol pela Universidade de Oklahoma. Concluída a graduação, trabalhou em uma empresa de vidros e posteriormente mudou-se para a Califórnia, onde conseguiu emprego na concessionária de veículos de um amigo.

## Carreira no entretenimento
Na Califórnia, White visitou em certa ocasião o local de filmagem de um faroeste na Warner Bros. A partir de então, ele começou a trabalhar em pequenos programas televisivos. Seu primeiro filme foi o drama de guerra Sands of Iwo Jima (1949), estrelado por John Wayne; White foi contratado como figurante por sua experiência no Corpo de Fuzileiros Navais. Ele conheceu Wayne e começou atuar como dublê do ator a partir de 1952 e seguiu nessa função ao longo de 18 filmes, entre os quais Rio Bravo (1958). Seu trabalho com Wayne, proporcionou-lhe a oportunidade de ser dublê de Clark Gable por algum tempo em diversas produções, sendo a primeira delas The Misfits. Ao longo de sua carreira, ele foi dublê ou contracenou com muitos outros artistas de destaque, entre os quais James Garner, Fess Parker e Rock Hudson.
Interpretou mocinhos e vilões (geralmente papéis de "valentões", como bandidos contratados ou policiais) em dezenas de produções televisivas e cinematográficas. Participou de telesséries como Daniel Boone, The Rockford Files, Magnum, P.I., Hunter e The X-Files; e dos filmes Point Blank, Gone in 60 Seconds, Tron, Starman, Romancing the Stone, Silverado, The Fast and the Furious: Tokyo Drift, entre outros. À medida que as tecnologias empregadas nas produções de cinema e televisão evoluíam, White procurou se instruir nas artes cinematográficas e se tornou diretor de segunda unidade e coordenador de dublês, além de continuar atuando como dublê.
Em 1984, ele interpretou o assassino mascarado Jason Voorhees em Friday the 13th: The Final Chapter, o quarto filme da série Friday the 13th. O diretor queria que Jason fosse interpretado por um homem grande e White aceitou o trabalho relutantemente apenas pela questão financeira. Visando retratar o vilão de forma convincente, manteve-se distante dos atores que representavam suas vítimas, pois acreditava que fazer amizade com os colegas de elenco poderia afetar-lhes o desempenho nas gravações, uma vez que eles saberiam quem ele era. White não teve uma experiência agradável durante as filmagens e, descontente com sua participação, teve seu nome removido dos créditos. Contudo, em 1988 ele foi creditado pelas imagens de arquivo em que aparece como Jason, as quais foram usadas no sétimo filme da franquia.
O ator foi convidado a reinterpretar Jason em Friday the 13th: A New Beginning e Friday the 13th Part VI: Jason Lives, mas recusou as propostas. O papel foi desempenhado por Tom Morga e C. J. Graham, respectivamente. Apesar disso, White afirmou anos depois que gostou de interpretar Jason e das pessoas que conheceu na época da produção. Passou a participar de convenções de terror em diferentes países. Em 2018, ele comentou que nesses eventos as pessoas não o procuravam apenas para comprar fotos dele caracterizado como Jason, mas também para falar sobre Clark Gable, John Wayne e outros artistas importantes com quem havia trabalhado nos últimos 60 anos.

## Vida pessoal e morte
White casou-se em meados da década de 1940 e teve dois filhos. Ele morreu em 14 de outubro de 2022, aos 96 anos. A morte foi noticiada pelo produtor de cinema Sean Clark, amigo próximo de White, que foi informado de que o artista morreu pacificamente durante o sono.

## Filmografia selecionada

### Cinema
| Ano  | Título                                                                  | Papel                       | Notas                          | Ref.         |
| ---- | ----------------------------------------------------------------------- | --------------------------- | ------------------------------ | ------------ |
| 1949 | Sands of Iwo Jima                                                       | Fuzileiro naval             | Figurante                      | [ 6 ]        |
| 1954 | Creature from the Black Lagoon                                          | Gill man                    | Dublê                          | [ 8 ] [ 9 ]  |
| 1958 | Rio Bravo                                                               | Bart                        | Dublê de John Wayne            | [ 5 ] [ 10 ] |
| 1959 | These Thousand Hills                                                    | Vaqueiro                    |                                | [ 11 ]       |
| 1959 | The Perfect Furlough                                                    | Soldado                     |                                | [ 11 ]       |
| 1959 | Born Reckless                                                           | Caubói                      |                                | [ 11 ]       |
| 1959 | The Young Land                                                          |                             | História                       | [ 11 ]       |
| 1960 | The Alamo                                                               | Tenessiano                  |                                | [ 12 ]       |
| 1961 | The Misfits                                                             |                             | Dublê de Clark Gable           | [ 5 ]        |
| 1965 | Cat Ballou                                                              | Pistoleiro                  | Não creditado                  | [ 10 ]       |
| 1966 | Smoky                                                                   | Abbott                      |                                | [ 11 ]       |
| 1966 | Daniel Boone - Frontier Trail Rider                                     | Caçador #1                  |                                | [ 10 ]       |
| 1967 | Point Blank                                                             | Jogador de futebol          |                                | [ 13 ]       |
| 1973 | The Don Is Dead                                                         | Marty Rackheimer            |                                | [ 11 ]       |
| 1974 | Dirty Mary Crazy Larry                                                  | Soldado                     |                                | [ 10 ]       |
| 1977 | Black Oak Conspiracy                                                    |                             | Coordenador de dublês          | [ 11 ]       |
| 1978 | Battlestar Galactica                                                    | Centuriano                  |                                | [ 10 ]       |
| 1978 | Comes a Horseman                                                        |                             | Dublê                          | [ 10 ]       |
| 1978 | The Manitou                                                             |                             | Dublê                          | [ 10 ]       |
| 1980 | Bronco Billy                                                            |                             | Dublê                          | [ 14 ]       |
| 1980 | Oh, God! Book II                                                        | Policial de motocicleta     |                                | [ 11 ]       |
| 1980 | Up the Academy                                                          |                             | Dublê                          | [ 11 ]       |
| 1980 | Night of the Juggler                                                    |                             | Dublê                          | [ 10 ]       |
| 1980 | Used Cars                                                               |                             | Dublê                          | [ 10 ]       |
| 1981 | The Legend of the Lone Ranger                                           | Mr. Reid                    |                                | [ 10 ]       |
| 1981 | Going Ape!                                                              | Valentão                    |                                | [ 10 ]       |
| 1981 | Escape from New York                                                    |                             | Dublê                          | [ 10 ]       |
| 1981 | Cutter and Bone                                                         | Guarda                      | Dublê                          | [ 10 ]       |
| 1981 | Demonoid                                                                | Frankie                     |                                | [ 11 ]       |
| 1982 | Tron                                                                    | Guarda #3                   |                                | [ 10 ]       |
| 1982 | Wrong Is Right                                                          |                             | Dublê                          | [ 10 ]       |
| 1982 | Mother Lode                                                             |                             | Dublê                          | [ 11 ]       |
| 1984 | Friday the 13th: The Final Chapter                                      | Jason Voorhees              | Não creditado                  | [ 7 ]        |
| 1984 | Romancing the Stone                                                     | Grogan                      |                                | [ 10 ]       |
| 1984 | Against All Odds                                                        | Guarda de segurança com cão |                                | [ 10 ]       |
| 1984 | Starman                                                                 | Caçador de cervos           |                                | [ 10 ]       |
| 1984 | The Wild Life                                                           | Redneck bêbado #2           |                                | [ 11 ]       |
| 1984 | Cloak & Dagger                                                          |                             | Dublê                          | [ 11 ]       |
| 1985 | Silverado                                                               | Hoyt (Homem de McKendrick)  |                                | [ 10 ]       |
| 1986 | Quiet Cool                                                              | Ellis                       |                                | [ 10 ]       |
| 1986 | Ruthless People                                                         |                             | Dublê                          | [ 10 ]       |
| 1986 | Short Circuit                                                           |                             | Dublê                          | [ 10 ]       |
| 1986 | Riding Fast                                                             |                             | Dublê                          | [ 10 ]       |
| 1986 | Hot Pursuit                                                             |                             | Coordenador de dublês          | [ 11 ]       |
| 1987 | Wanted Dead or Alive                                                    | Pete                        |                                | [ 10 ]       |
| 1987 | Death Wish 4: The Crackdown                                             |                             | Dublê                          | [ 10 ]       |
| 1988 | The Hidden                                                              | Agente Fowler               |                                | [ 10 ]       |
| 1988 | Deadly Stranger                                                         | Larkin                      |                                | [ 10 ]       |
| 1988 | Friday the 13th Part VII: The New Blood                                 | Jason Voorhees              | Filmagem de arquivo            | [ 6 ]        |
| 1988 | Shakedown                                                               |                             | Dublê                          | [ 10 ]       |
| 1988 | Sunset                                                                  |                             | Dublê                          | [ 10 ]       |
| 1989 | Road House                                                              |                             | Dublê                          | [ 10 ]       |
| 1989 | Major League                                                            |                             | Dublê                          | [ 10 ]       |
| 1989 | 84 Charlie Mopic                                                        |                             | Coordenador de dublês          | [ 11 ]       |
| 1993 | Robin Hood: Men In Tights                                               |                             | Dublê                          | [ 11 ]       |
| 1999 | Wild Wild West                                                          |                             | Dublê                          | [ 10 ]       |
| 2000 | Double Take                                                             | Soldado                     |                                | [ 10 ]       |
| 2000 | Gone in Sixty Seconds                                                   |                             | Dublê                          | [ 10 ]       |
| 2003 | 2 Fast 2 Furious                                                        |                             | Dublê                          | [ 10 ]       |
| 2006 | The Fast and the Furious: Tokyo Drift                                   |                             | Dublê                          | [ 5 ]        |
| 2009 | Jason's Unlucky Day: 25 Years After Friday the 13th - The Final Chapter | Ele mesmo                   | Documentário de curta-metragem | [ 15 ]       |
| 2013 | Crystal Lake Memories: The Complete History of Friday the 13th          | Ele mesmo                   | Documentário                   | [ 16 ]       |

### Telefilmes
| Ano  | Título                                          | Papel      | Notas                                 | Ref.   |
| ---- | ----------------------------------------------- | ---------- | ------------------------------------- | ------ |
| 1965 | The Trek                                        | Hawks      |                                       | [ 10 ] |
| 1973 | Jarrett                                         | Arthur     |                                       | [ 10 ] |
| 1985 | A Pretty Good Dancing Chicken                   | Interno #1 |                                       | [ 10 ] |
| 1991 | Conagher                                        |            | Elenco                                | [ 17 ] |
| 2009 | His Name was Jason: 30 Years of Friday the 13th | Ele mesmo  | Teledocumentário Diretamente em vídeo | [ 18 ] |

## Reconhecimento
Em 2011, White recebeu o Reel Cowboys Silver Spur Award, premiação que homenageia artistas que fizeram parte de clássicos do gênero faroeste no cinema e na televisão; ele juntou-se a outros homenageados bem conhecidos, entre eles Gene Autry, Glenn Ford, Ernest Borgnine, James Garner e John Ford. Uma biografia sobre a carreira do ator, Cast a Giant Shadow, escrita por Larry K. Meredith, foi publicada em 2017.